# Bogorodskoe (Oblast' di Mosca)
Bogorodskoe è una cittadina della Russia europea centrale, situata nella oblast' di Mosca. Fino al 2019 apparteneva al Sergievo-Posadskij rajon.
Sorge nella parte settentrionale della oblast', alcune decine di chilometri a nord-nordest della capitale Mosca.